# 菅沼久義
菅沼 久義（すがぬま ひさよし、1978年9月30日 - ）は、日本の男性声優。東京都出身。青二プロダクション所属。

## 略歴

### 生い立ち
子供の頃はテレビドラマ『あばれはっちゃく』が好きであり、主人公のあばれはっちゃくになろうとしていた。
エンドロールを観ていたところクレジットに劇団名が書いてあり、「劇団に入団して、子役になれば、“あばれはっちゃく”になれる」と気が付いて、小学2 - 3年の時に親に「子役になりたい！」と言っていた。しかしあくまでも主人公のあばれはっちゃく本人になりたかっただけであり、役者そのものになろうと思ったわけではなかった。
親からは「劇団に入団したければ義務教育を終えて、高校卒業してから」と言われ、「それまでは勉強を頑張る！」と約束していた。

### デビュー前
中学3年生の時に『機動戦士Vガンダム』を見たことがきっかけでアニメ雑誌を読んでいたところ、菅沼が子役が演じていると思っていた主人公のウッソ・エヴィン役の声が当時、20歳だった阪口大助が演じてることに衝撃を受け、声優という職業を志した。2009年時点でも阪口を目標として挙げている。
高校時代から観劇が好きになり、偶々父に演出家をしている友人ができ、彼が父のツテで色々な芝居のチケットをくれて来るため、一緒に観に行っていたという。
一番よく連れていってくれたのは、演劇集団キャラメルボックス、渡辺えりが座長であった劇団3○○、後藤ひろひとが座長であった遊気舎。このことは、もの凄く贅沢なラインナップであったが、その凄さが何もわからなかった。蜷川幸雄の芝居に至っては、「つまんね～」と思い観ていたという。
昔は「芝居」とはどういうものかはわかっていたが、声優の仕事とそれがイコールで結ばれておらず、高校時代も「僕は声優になるんだから、生の芝居のことは特に勉強しなくてもいいだろう」と、なんとなく思っていた。その後、声優の仕事を初めてしていたところ、「なんて僕は愚かだったんだろう」、「声優もやっぱり役者なんだなぁ」と実感していたという。
阪口と同じ事務所に所属しようと、のちに所属することになる青二プロダクションについて調べ、その養成所である青二塾について親に話したところ「ちゃんと高校に行きながら通うならいい」と言われ、高校在学中に日曜日にレッスンがあった日曜生を経て、同塾東京校18期として入塾。同期に立花慎之介、三浦祥朗がいる。当時は目つきもギラギラしており、やる気は誰にも負けていなかったことから、日曜生時代から無遅刻・無欠席であったという。
青二塾でも演技の勉強はしていたが、スタニスラフスキー・システムの習得は、ピンとはきていなかった。その時はスタニスラフスキー・システムの基礎にある五感を意識したリアルな演技の訓練もして、演技論の本も読んでいたが「これは声優には必要ないんじゃないかな？」と思っていたという。

### デビュー後
初仕事はテレビ番組の顔出しの仕事であり、青二に所属してからの19歳の時に三浦と一緒に出演した日本テレビ系列のクイズ番組・ゲームバラエティ番組『マジカル頭脳パワー!!』の問題に登場するワイプ画面の中の男だった。テレビアニメ『ロードス島戦記-英雄騎士伝-』のダークエルフ役でアニメデビュー。アフレコ時は、ガチガチだったため、スタジオがビルの地下にあったことくらいしか覚えていなかった。ただし、台本はものすごく読み込み、主人公を演じていた野島健児の台詞まで生意気にも、「自分が主役だったらこんなふうに演じるなぁ」と思いながら練習したりしていた。
デビューして間も無い頃、谷山紀章ら5人（途中でメンバー交代あり）で阪口が出演していた『卒業M』の弟分でもあるユニット「G.I.zoku」を組んで活動していた。
当時はキャラ表を見ていたところ、受けていた役は、『卒業M』で阪口が演じていたキャラと同じようなポジションで「これは、絶対に受かりたい！　僕がやらねば誰がやる！」という気持ちで、合格したという。ユニットお披露目の時に初めて会い、「阪口さんに憧れてこの業界に入ったんです！」と伝えていた。その時、石川英郎は「ついに大助に憧れるヤツが出てきたぜ～！」と大爆笑になり、阪口も、ずいぶん照れくさそうにしていたという。当時は、20歳そこそこで、若い男性声優が大役を射止めるのは珍しかったため、「阪口 大助の再来」と言ってくれる人物もおり、とても嬉しかったという。ただしその時に、同じ『卒業M』のメンバーであった草尾毅が、「この二人で潰し合いだな」とニヤニヤされていたという。
実家は東京都だったため、当初は実家暮らしをしていたが、社会人になってから途中で一人暮らしを始める。

## 人物
声優としては、多数のアニメ、テレビ、ゲームなどに出演している。
これまでのゲーム出演作で思い出深いタイトルは『サクラ大戦V 〜さらば愛しき人よ〜』を挙げている。子供の頃から『銀河お嬢様伝説ユナ』、『天外魔境』、『魔神英雄伝ワタル』などの広井王子とレッドカンパニーの作品が好きで、その好きであった人物の作品に出演すること自体、大感激であった。広井に会っていた時に、「『銀河お嬢様伝説ユナ』が大好きで！」と言っていたが、「マニアックだねぇ。あれを好きとは、なかなか言われないんだよ」と、笑ってくれたという。
一番長く続けていたアルバイトは、コンビニとのこと。
周囲からは「飄々と生きてるように見える」とよく言われるが、そんなことはなく自分では十分、不器用だと語る。例え辛くても、昔から「本音で生きていきたい」とは思っており、負けん気も強いという。

### 趣味・嗜好
剣道初段の資格を持っている。趣味・特技は音楽鑑賞、読書、バスケットボール、ゲーム、DVDのコレクション。好きな言葉は「だって、にんげんだもの」。
趣味としては、アキバ系とサブカル系が両立しているという。長く好きな趣味が続いており、雑誌もたくさん買い、音楽もよく聴き、ゲームとDVDと雑誌とCDを追い掛けてると、新しい趣味に熱中する暇がないという。
洋画、邦画、アニメもコレクションしている。特にアニメは、2009年時点ではブルーレイで再発されることが多いため、買い直すなどしているため、ギャラはほとんど趣味に消えていくという。
ゲームは中々遊ぶ時間がなく、ほとんどが「積みゲー」になっている。心のゲームはゲームボーイの『平安京エイリアン』と『魔界塔士Sa・Ga』を挙げている。あとは、PCエンジンのCD-ROM2のゲーム『らんま1/2』、『銀河お嬢様伝説ユナ』、『魔物ハンター妖子』が好きで友人の間では、菅沼しかCD-ROM2を持ってなかった。『天外魔境』を遊んでいたのも菅沼だけで『天外魔境II 卍MARU』には興奮していたという。ファミコン、スーパーファミコンのゲームは、自分でも遊んではいたが、少し見下していた。ただし、CD-ROMのゲームは振動に弱いため、母が横を歩くと「洗濯物を取り込む時は、ひと言言って通ってくれ」とROMを読み込まなくなり、いいシーンに限り母のせいでゲームが止まるという。
菅沼のなかでエポックメイキングなゲームは、『ファイナルファンタジーVI』であるという。『ファイナルファンタジーシリーズ』はあらかたプレイしているが、坂口博信の作品が好きだという。坂口がスクウェアを退社後もミストウォーカーの作品は、全部プレイしている。声優になるきっかけになった『機動戦士Vガンダム』もそうだが、ボーイ・ミーツ・ガールといったストーリーが好きで、そこに惹かれていると語る。
『ドラゴンクエストシリーズ』も全部遊んでおり、『ドラゴンクエストIII そして伝説へ…』が一番好きだという。『魔界塔士Sa・Ga』以降も、『サガシリーズ』は好きだという。
ゲームについては女性向け男性向け関係なく遊び、自分が出演していたゲームは必ずプレイしている。乙女ゲームは主人公の女の子に感情移入がしにくいが、『VitaminX』、『乙女的恋革命★ラブレボ!!』も、自分が演じていたキャラは攻略していた。
ゲームでは「贅沢プレイ」と呼んでいる遊び方で、ゲーム中に自分が演じていたキャラクターの声が出ないシーンを、自分で喋りながらプレイしている。『サクラ大戦』で大神一郎を演じていた陶山章央にその話をしていたところ、「僕なんか、毎回そうやってるよ」と言われたという。それを実際体験してる弟は「キモい！」と言っていたという。『サクラ大戦V 〜さらば愛しき人よ〜』で主人公、大河新次郎を演じていた時に、弟がプレイしようとしていたため、「お兄ちゃんが、この場で声を充ててやろうか」と言っていたが、「黙れ、うるさい！」と邪険にされたという。
雑誌のジャンルは雑多で、2009年時点では未だに『月刊コロコロコミック』も買っており、『BRUTUS』、『H』、『Quick Japan』、『CONTINUE』などのサブカル系の雑誌も毎月買っているという。
2009年時点でも芝居は暇さえあれば、知り合いの役者が出る芝居に行き、それ以外の作品もチケット情報を調べて通って観に行っている。小劇場の劇団が好きで、自分と年の近い人物たちが劇団を旗揚げし、大きくなったところが多いため、そういう劇団は見逃せないという。一番好きなのはポツドール。
元々は高校時代からの前述の友人に連れて行ってもらい、大人計画などを観ていた。その後は下北沢の駅前劇場、ザ・スズナリ、OFF・OFFシアター、「劇」小劇場あたりでしている芝居を教わり、小劇場系の劇団を熱心に追い掛けるようになったという。
キャラクターものが好きで、特に見た目がゆるいキャラ（いわゆる「ゆるキャラ」）を好む。自身のブログなどで街で見つけたゆるキャラの絵やぬいぐるみの写真などを頻繁に載せている。
音楽好きでもあり、自身が気に入ったCDがあるとブログなどでよく紹介している。音楽についても演劇と一緒で、ディープなアーティストが多く、デビュー以来10年来ずっと同い年の椎名林檎を聴き続けている。映画監督でもアーティストでも同い年の人物は好きであり、「自分と同じ年数を生きる中で、どうしてそういう価値観を持つようになったのか」と考えるのが好きだという。
音楽の趣味でもロック通好みのサブカル系バンドが多く、2009年時点でブログでディープなネタをどんどん書いてしまい、それを読んでいた人物から、「意外です！」、「実は私も」というコメントを貰うという。友人の小野大輔とも、伊集院光やみうらじゅんの話で盛り上がったりしており、仕事でたまにアイドルの女の子に会ったりしても、ポカーンとしてしまうという。

### 交友関係
野島健児と親交があり、「のじさん」と呼んで慕っている。また、野島とはユニット「COCO」を組んで音楽活動を行っている。
前述の『ロードス島戦記-英雄騎士伝-』のエピソードを野島に話したことはなく、当時の野島は青二のホープで羨ましく思いながら台本を読んでいた。その時はのちにユニットを組むことになるとは思いもしなかったという。青二塾の卒業公演の時、手伝いに来てくれた先輩の中に野島がおり、後から聞いたところ、「イキのいいあの子は、ジュニアに残るだろうな」と思ってくれたという。
野島によると、菅沼と仲良くなったきっかけは、野島が神楽坂にあった青二ミュージアムで1人でトークショーをやろうと考えていたものの、野島はトークが苦手で、当時はまだ歌の仕事もしていなかったため、1人で2時間は無理であった。その時、ポッと頭に浮かんだのが「肌が合いそうだ」と菅沼であった。特に菅沼とは共演もしてなかったが、一緒にやってみたところ、バランスがよかったという。菅沼とは、深いところにはお互い立ち入らないいい友人だが、プライベートで会うことはほとんどないと語る。
同期の立花慎之介、三浦祥朗とは家も近所のため、2009年時点でもゲーセンに行ったり、飲みに行ったりしているという。
立花、三浦のほかにも、よく気のあうゲーム仲間同士で、仕事帰りにゲーセン集合で遊んでいた。数年くらい前までは、暇で、毎日のようにゲーセンに行き、酒を飲み、ほろ酔い気分でゲーセンに行きチャリンコで帰ったという。その後は、引っ越しをしたり仕事が忙しかったりで集まりにくくなっているが、2009年時点でも続くゲーム仲間だという。
青二の先輩である神谷浩史とも、ゲームを通じてすぐに仲良くなったという。
親しくさせてくれる人物はほとんどがゲーム友達で、仕事ではあまり一緒になる機会がなかったりする人物でも、ゲームを通じて友人付き合いをさせてくれる人物は多かったという。
2009年時点でもゲーム仲間とは仲良く付き合っているが、不器用な人物が多いという。
同じ1978年生まれの声優である小野大輔、近藤孝行、立花慎之介、日野聡、福山潤、間島淳司らと自主的に「DABA」というユニットを組んでいる。DABA内での名は「はちみつ」。

## 出演
太字はメインキャラクター。

### テレビアニメ
1998年
- DTエイトロン（少年D）
- ロードス島戦記-英雄騎士伝-（ダークエルフ）

1999年
- BLUE GENDER（ジョーイ・ヒールド）

2000年
- 妖しのセレス（生徒）
- 犬夜叉（城主）
- サクラ大戦TV
- 人造人間キカイダー THE ANIMATION（クウヤ・カイト）
- NieA_7（アナウンス）
- マシュランボー（町の人）
- ONE PIECE（2000年 - 2024年、クマテ族、海兵、ダルマ、リンドバーグ 他）

2001年
- おとぎストーリー 天使のしっぽ（2001年 - 2003年、睦悟郎） - 2シリーズ
- 仰天人間バトシーラー（ケイビーグル/ケルブルス）
- 地球防衛家族（生徒A）
- 爆転シュート ベイブレード（2001年 - 2003年、ヴィルット、エディ、フェルナンディナ、ゴルド、記者C） - 3シリーズ

2002年
- ちっちゃな雪使いシュガー（風使い）
- 天地無用! GXP（正木海、リョーコ艦船員A）
- ちびまる子ちゃん（第2期）（2002年 - 2020年、消し太郎、マーク、ピエール、平岡、佐倉武夫 他）
- ドラゴンドライブ（倉沢四郎、紅竜）
- プラトニックチェーン（シンジ）
- ベイベーばあちゃん（浜崎純也、太陽）

2003年
- なるたる（高野文吾）
- FIRESTORM（ヤス）
- プリンセスチュチュ（クラウン）
- ボボボーボ・ボーボボ（2003年 - 2005年、パイロット、ふんどし太郎、ビープ、ランバダ）

2004年
- Wind -a breath of heart-（丘野真）
- DearS（2番、源さん）
- 美鳥の日々（嵐）

2005年
- こみっくパーティー Revolution（運送業者）
- SPEED GRAPHER（カオリ）
- NARUTO -ナルト-（ミズキ〈少年時代〉）
- まじかるカナン（ナツキ / 那津樹）
- MONSTER（スーク刑事）

2006年
- 金色のコルダ シリーズ（2006年 - 2009年、佐々木淳之介） - 2シリーズ
- 恋する天使アンジェリーク〜心のめざめる時〜（青年）
- 地獄少女 二籠（細野ソウ太）
- タクティカルロア（凪宮漂介）
- .hack//Roots（英世）
- バーテンダー（柴田）
- 爆球Hit! クラッシュビーダマン（マイク）
- 働きマン（カメラマン、喜多島の秘書）
- 貧乏姉妹物語（チョコの男子生徒）
- ふしぎ星の☆ふたご姫 Gyu!（2006年 - 2007年、タウリ）
- マージナルプリンス〜月桂樹の王子達〜（ユウタ）
- 遊☆戯☆王デュエルモンスターズGX（オージーン王子）

2007年
- おとぎ銃士 赤ずきん（ドワーフ）
- 銀魂（橋田勘太郎）
- D.Gray-man（ガイ）
- 出ましたっ!パワパフガールズZ（イケメン中学生）
- はたらキッズ マイハム組（2007年 - 2008年、諸星先輩、クリント、レスリー）
- 祝!(ハピ☆ラキ)ビックリマン（忍犬ワンワン）
- BLEACH（ワンダーワイス・マルジェラ）

2008年
- 黒執事（2008年 - 2014年、フレッド・アバーライン、エドワード・アバーライン） - 3シリーズ
- ゲゲゲの鬼太郎（第5作）（青年）
- スケアクロウマン（デビッド）
- 夏目友人帳（2008年 - 2024年、北本篤史、男性、噂話をする妖怪） - 7シリーズ
- はたらキッズ マイハム組（クリント、レスリー）
- 魔人探偵脳噛ネウロ（竿竹巡査）
- ヤッターマン（第2作）（高田岩之介）

2009年
- 怪談レストラン（タクマ）
- しゅごキャラ!!どきっ（石井大輔、タカシ）
- テガミバチ（2009年 - 2011年、コナー・クルフ、モック・サリヴァン） - 2シリーズ
- 毎日かあさん（2009年 - 2010年、水沼くん、ダイヤモンドちゃん、芸人、王子様）
- ミラクル☆トレイン〜大江戸線へようこそ〜（豊島園沙武朗）

2010年
- SDガンダム三国伝 Brave Battle Warriors（郭嘉ヴァサーゴ）
- けいおん!!（店員）
- バトルスピリッツ 少年激覇ダン（クロタール）

2011年
- 俺たちに翼はない（満夜、従士B）
- 機動戦士ガンダムAGE（2011年 - 2012年、ウォルト・ベット、司令部要員、部下、グアバラン部下、アラン・ライトニー 他）

2012年
- 戦国コレクション（恭一）

2013年
- 最強銀河 究極ゼロ 〜バトルスピリッツ〜（後輩芸人）

2014年
- 神々の悪戯（純）
- くつだる。（2014年 - 2015年、ダニエル森下、アナウンサー、メニューたおし、壊し屋チャック、せんべいしけらせ丸）
- 人生相談テレビアニメーション「人生」（よしたか）
- スペース☆ダンディ（ネイサン）
- ディスク・ウォーズ:アベンジャーズ（ノバ）
- ヒーローバンク（若者）
- モモキュンソード（幻鬼）
- ワールドトリガー（2014年 - 2021年、嵐山副、菊地原士郎） - 3シリーズ

2015年
- 金田一少年の事件簿R（第2期）（星桂馬）
- どちゃもん じゅにあ（おくとうぃんぐ）
- ハイキュー!! セカンドシーズン（秋宮昇）

2017年
- 正解するカド（画美）
- 王様ゲーム The Animation（田崎大輔）

2018年
- 美男高校地球防衛部HAPPY KISS!（骨川筋緒）
- ゲゲゲの鬼太郎（第6作）（2018年 - 2019年、ヨースケくん、一之進）
- PERSONA5 the Animation（杉村）
- 狐狸之声（コンチュエ）

2019年
- けだまのゴンじろー（操舵手）

2020年
- 池袋ウエストゲートパーク（トシアキ）

2021年
- 赤ちゃん本部長（渡辺、モヤイー社員）
- D_CIDE TRAUMEREI THE ANIMATION（古堅蘭堂）

2023年
- お兄ちゃんはおしまい!（ウケ）

2024年
- 逃走中 グレートミッション（2024年 - 2025年、看守）

### 劇場アニメ
- 機動戦士ガンダムII 哀・戦士編 特別版（2000年、少年たち）
- ONE PIECE ねじまき島の冒険（2001年、ドニー）
- ONE PIECE ジャンゴのダンスカーニバル（2001年、海兵）
- ちびまる子ちゃん イタリアから来た少年（2015年、マーク）
- 劇場版 夏目友人帳 〜うつせみに結ぶ〜（2018年、北本篤史[39]）
- 夏目友人帳 石起こしと怪しき来訪者（2021年、北本篤史）

### OVA
- Wind -a breath of heart-（2005年、丘野真）
- 蜜×蜜ドロップス（2006年、桜樹那由太）
- サクラ大戦 ニューヨーク・紐育（2007年、大河新次郎）
- ドラえもんといっしょ ドラミちゃんとできるかな（2008年、マッチョ・コップ）
- 名探偵コナン 女子高生探偵 鈴木園子の事件簿（2008年、会沢栄介）
- VitaminX Addiction（2010年、斑目瑞希）
- 夏目友人帳 新作アニメDVD（2013年、北本篤史）※「LaLa」2013年8 - 10月号・「LaLa DX」2013年9月号全員サービス[40]
- 夏目友人帳 いつかゆきのひに（2014年、北本篤史[41]）

### Webアニメ
- 亡念のザムド（2008年、アザミ[42]）
- あぐかる（2010年、ムジ郎）
- 夢王国と眠れる100人の王子様 ショート（2017年、ベウル[43]）
- ラブナイツ!A×D（2020年、ミカエル[44]）

### ゲーム
時期不明
- 三国志大戦 シリーズ（SR姜維、R劉備 他）

1999年
- グローランサー（副学院長秘書）
- ゼウスII カルネージハート（ラルフ・クティナ）

2000年
- 真・三國無双（姜維、孫権）

2001年
- Evergreen Avenue（カタン）
- 決戦II（馬岱、帝）
- サモンナイト2（リューグ）
- 真・三國無双2（姜維、孫権）
- ドキドキプリティリーグ Lovely Star（遠藤乱三郎）

2002年
- 太鼓の達人（バチお先生〈二代目〉、ちょうちんうなぎ、ゲルマ）
- 真・三國無双2 猛将伝（姜維、孫権）
- テイルズ オブ ザ ワールド なりきりダンジョン2（フリオ）

2003年
- サモンナイト3（リューグ）
- 新紀幻想スペクトラルソウルズ（アキラ 他）
- 真・三國無双3（姜維、孫権）
- 真・三國無双3 猛将伝（姜維、孫権）
- テイルズ オブ シンフォニア（おろち）

2004年
- AIRFORCE DELTA 〜BLUE WING KNIGHTS〜（ブライアン・ダグラス）
- ぐるみん（プク / 王子）
- 決戦III（武田信廉、森長可、前田慶次）
- 真・三國無双3 Empires（姜維、孫権）
- スーパーロボット大戦MX（火星の後継者）
- Double Reaction!（寺沢海里）
- Double Reaction! PLUS（寺沢海里）
- マグナカルタ（少年アスタル）

2005年
- サクラ大戦V 〜さらば愛しき人よ〜（大河新次郎）
- 新紀幻想スペクトラルソウルズII（ナイヅ、アウル・ファルオン）
- 真・三國無双4（姜維、孫権）
- 真・三國無双4 猛将伝（姜維、孫権）
- 旋光の輪舞（ファビアン・ザ・ファストマン、ルキノ・ナルカミ）
- テイルズ オブ ザ ワールド なりきりダンジョン3（フリオ）
- ぷよぷよフィーバー2（ゴゴット、バルトアンデルス、オトモ）
- マージナルプリンス〜月桂樹の王子達〜（ユウタ）

2006年
- 乙女的恋革命★ラブレボ!!（2006年 - 2013年、深水颯大） - 3作品
- 桜坂一丁目一番地（樋口幹）
- 自律機動戦車イヅナ（杉田正剛）
- 真・三國無双4 Empires（姜維、孫権）
- 天外魔境 ZIRIA〜遥かなるジパング〜（幻王丸 / ベリエル）
- 天下人（片倉景綱）
- ひめひび -Princess Days-（夏八木光）
- ぷよぷよ! Puyopuyo 15th anniversary（すけとうだら、バルトアンデルス、オトモ）
- ブレイジングソウルズ（ナイヅ）
- 蜜×蜜ドロップス LOVE×LOVE HONEY LIFE（桜樹那由太）

2007年
- 英雄伝説 空の軌跡 the 3rd（ギルバート）
- 英雄伝説 空の軌跡SC（ギルバート） - PSP版
- KoiGIG〜DEVIL×ANGEL〜（トラ）
- 真・三國無双5（孫権）
- VitaminX（斑目瑞希）
- BLEACH 〜ヒート・ザ・ソウル4〜（ワンダーワイス・マルジェラ）
- 無双OROCHI（姜維、孫権）
- ロックマンゼクス アドベント（テティス）

2008年
- ドラマチックダンジョン サクラ大戦 〜君あるがため〜（大河新次郎）
- ZWEI II（テルミドール）
- テイルズ オブ シンフォニア -ラタトスクの騎士-（ライナー）
- DUEL LOVE 恋する乙女は勝利の女神（二階堂鉄也）
- VitaminX Evolution（斑目瑞希）
- VitaminY（斑目瑞希）
- ひめひび -Princess Days- ぽーたぶる（夏八木光）
- 無双OROCHI 魔王再臨（姜維、孫権）
- ユグドラ・ユニオン（クルス）
- ルーンファクトリー フロンティア（マルコ）

2009年
- Another Time Another Leaf 鏡の中の探偵（小野内悠人）
- 真・三國無双5 Empires（孫権）
- 旋光の輪舞DUO（ルカ・ヴェルフェル、ファビアン・ザ・ファストマン）
- VitaminZ（斑目瑞希）
- ひめひび -New Princess Days!!- 続!二学期（夏八木光）
- ぷよぷよ7（すけとうだら）
- FRAGILE 〜さよなら月の廃墟〜（マオ）
- まもるクンは呪われてしまった!（鳴神ルキノ） - Xbox 360版
- 無双OROCHI Z（姜維、孫権）
- Lucian Bee's RESURRECTION SUPERNOVA（ライ・サイレンジ）

2010年
- カエル畑DEつかまえて☆彡（十九波十夜）
- カエル畑DEつかまえて ポータブル（十九波十夜）
- カエル畑DEつかまえて・夏 千木良参戦!（十九波十夜）
- クロヒョウ 龍が如く新章（榊天馬）
- ゴッドイーター バースト（プレイヤーボイス）
- シャイニング・ハーツ（クオン）
- 真・三國無双 MULTI RAID 2（姜維、孫権）
- 戦場のヴァルキュリア2 ガリア王立士官学校（ミンツ）
- TAKUYO Mix Box 〜ファーストアニバーサリー〜（夏八木光）
- テガミバチ こころ紡ぐ者へ（コナー・クルフ）
- 天下一★戦国LOVERS DS（直江兼続）
- ときめきメモリアル Girl's Side 3rd Story（平健太）
- .hack//Link（英世）
- VitaminX Evolution Plus（斑目瑞希）
- VitaminZ Revolution（斑目瑞希）
- ひめひび -New Princess Days!!- 続!二学期 ぽーたぶる（夏八木光）
- ラブルートゼロ KissKiss☆ラビリンス（西岡彗）
- Lucian Bee's EVIL VIOLET（ライ・サイレンジ）

2011年
- カエル畑DEつかまえて・夏 千木良参戦! ぽーたぶる（十九波十夜）
- 真・三國無双6（姜維、孫権）
- 真・三國無双6 Special（姜維、孫権）
- 真・三國無双6 猛将伝（姜維、孫権）
- 真・三國無双 NEXT（姜維、孫権）
- たんていぶ（三ツ星アツシ）
- VitaminXtoZ（斑目瑞希）
- ぷよぷよ!! Puyopuyo 20th anniversary（すけとうだら、オトモ）
- 無双OROCHI 2（姜維、孫権）

2012年
- アブナイ★恋の捜査室（小笠原諒）
- アンチェインブレイズ エクシヴ（ベリアル）
- クロヒョウ2 龍が如く 阿修羅編（榊天馬）
- 真・三國無双6 Empires（姜維、孫権）
- 真・三國無双 VS（姜維、孫権）
- VitaminX Detective B6（斑目瑞希）
- 無双OROCHI2 Special（姜維、孫権）
- 無双OROCHI2 Hyper（姜維、孫権）
- ONE PIECE ワンピーベリーマッチIC（ダルマ）

2013年
- ゴッドイーター2（プレイヤーボイス）
- ジョジョの奇妙な冒険 オールスターバトル（ボインゴ）
- 真・三國無双7（姜維、孫権）
- 真・三國無双7 猛将伝（姜維、孫権）
- 戦国大戦 -1590 葵 関八州に起つ-（石川家成、伊集院忠真、奥平信昌、榊原康政、長宗我部信親、山崎長徳、SS本願寺顕如）
- テイルズ オブ シンフォニア ユニゾナントパック（安積おろち）
- VitaminR（灰羽カオル）
- 無双OROCHI2 Ultimate（姜維、孫権）

2014年
- 金色のコルダ3 AnotherSky feat.至誠館（江波紫音）
- 真・三國無双7 Empires（姜維、孫権）
- スーパーヒーロージェネレーション（仮面ライダーアクア）
- VitaminX Evolution Plus（斑目瑞希）
- ぷよぷよ!!クエスト（2014年 - 2022年、すけとうだら、インキュバス、ゴゴット、オトモ、バルトアンデルス）
- ぷよぷよテトリス（すけとうだら）
- 魔女っ子少年マジカルピース（伊月 / マギ・クイーン）

2015年
- アブナイ恋の捜査室 〜Eternal Happiness〜（小笠原諒）
- 英雄伝説 空の軌跡 FC Evolution（ギルバート）
- 新甲虫王者ムシキング（モニ太）
- 戦国大戦 -1615 大坂燃ゆ、世は夢の如く-（BSS宇都宮成綱、大野治長、岡部則綱、吉川広正、佐竹親直、根津甚八、本多忠朝、前田利常）
- 東亰ザナドゥ（御厨智明）
- 夢王国と眠れる100人の王子様（ベウル）

2016年
- グランブルーファンタジー（大河新次郎）
- ペルソナ5（杉村）
- ぷよぷよクロニクル（すけとうだら）
- 龍が如く6 命の詩。（ぷよぷよ）

2018年
- JUDGE EYES:死神の遺言（ぷよぷよ）
- 真・三國無双8（姜維、孫権）
- ダッシュ!（トマス）
- ぷよぷよeスポーツ（すけとうだら）
- 無双OROCHI 3（姜維、孫権）

2019年
- JUMP FORCE（アバターボイス）
- ブレイドエクスロード（ルナル・ギーシュ）
- ペルソナ5 ザ・ロイヤル

2020年
- 恋の花咲く百花園（猫太）
- KAMEN RIDER memory of heroez（カザリ、マグマ・ドーパント）
- ぷよぷよテトリス2（すけとうだら）
- 魔女の泉3 Re: Fine（ヨハネス）

2021年
- D_CIDE TRAUMEREI（古堅蘭堂）
- スーパーロボット大戦30（大河新次郎） - DLC追加キャラクター
- 真・三國無双8 Empires（姜維、孫権）

2022年
- ドラゴンクエストX オンライン（ドゥラ院長）
- ドラゴンクエストX 目覚めし五つの種族 オフライン（ドゥラ院長）

2024年
- 魔導物語 フィアと不思議な学校（すけとうだら）

2025年
- 真・三國無双 ORIGINS（孫権）
- BLEACH Rebirth of Souls（ワンダーワイス・マルジェラ）

### ドラマCD
時期不明
- アブナイ★恋の捜査室 シリーズ（小笠原諒）
  - アブナイ★恋の捜査室 〜楽しい温泉旅行編〜
  - アブナイ★恋の捜査室 〜彼女の合コンを阻止せよ!編〜[75]
  - アブナイ★恋の捜査室 〜恐怖のキャンプ編〜[76]
- 乙女ゲーム六周目、オートモードが切れました。（ツバル[77]）
- 乙女的恋革命★ラブレボ!! シリーズ（深水颯大） 
  - 乙女的恋革命★ラブレボ!! 〜First Stage〜
  - 乙女的恋革命★ラブレボ!! GO!GO!お見舞い大作戦
- 金色のコルダ シリーズ（佐々木淳之介）
  - 金色のコルダ〜primo passo〜 キャラクターコレクション3 -土浦編-
  - 金色のコルダ2〜熱風ウィング〜
- 恋ギグ ドラマCD -Let It Bleed-（トラ）
- サモンナイト〜界の狭間のゆりかご〜（リューグ）
- シャイニング・ティアーズ ドラマCD Side 陰 〜Memories and departure〜（ガラハッド）
  - シャイニング・ティアーズ ドラマCD Side 陽 〜勇者亭繁盛記 お金と料理と友情と〜
- ジャポニズム47（大島）
- 小公女セーラ物語（アーメンガァト・セントジョン）
- CDドラマコレクションズ 真・三國無双 I・II（姜維・孫権）
- テガミバチ（コナー・クルフ、モック・サリヴァン）
  - テガミバチ（集英社ドラマCD）
  - テガミバチ キンザザの花祭り
  - テガミバチ 想い出の木の実
- 特殊郵便承ります（七夜）※カグヤ Vol.7付録ミニドラマCD
- ナヴァグラハ -DefenD 9 Triggers-（拝社充鈴[78]）※コミックス第2巻ドラマCD付き特装版
- 夏目友人帳（北本篤史）
- 獏-BAKU- 第1 - 3章（ネオン）
- VitaminX シリーズ（斑目瑞希）
  - Ultraビタミン
  - UltraビタミンII -Maximum馬鹿（ビタミン）-
  - UltraビタミンIII -最後?の笑戦-
  - LOST Vitamin 〜甘くてHなビタミン剤〜
  - LOST Vitamin 〜甘くてHなビタミン剤 Part2 忠々変化B六乃浮橋〜
  - ラブビタミン 〜眠り姫スクランブル〜
  - ラブビタミン2 〜ホワイトデーくらいしす?〜
  - Perfect Vitamin! タイムトラベル・こんびねーしょん
  - デリシャスビタミン1 〜ドキドキ★ラブトラブル〜
  - デイドリームビタミン2 〜未来への約束〜
  - VitaminX-Z ドラマCD「〜秘密倶楽部でつかまえて〜SADISTIC SIDE〜」
  - VitaminX-Z ドラマCD「〜秘密倶楽部でつかまえて〜MASOCHISTIC SIDE〜」
  - VitaminX-Z キャンディビタミン2 〜瑞希と慧 いますぐここでミルキースイート〜
  - ハイパービタミン 〜ときめき★ウォーターウォーズ〜
- VANQUISH FORBIDDEN∞LOVE（ヨシュア）
- ひめひび -Princess Days- ドラマCD Prince Days -とある王子様たちの慌ただしい日-（夏八木光）
  - ひめひび -New Princess Days!!- 続!二学期 ドラマCD New Prince Days -Precious Memory For You-（夏八木光）
- ドラマCD ぷよぷよ（すけとうだら）
- フルハウスキス ドラマCD〜祥慶祭に行こう!〜（有澤渉）
- ブレスレス・ハンター（高出水勇生）
- ユグドラ・ユニゾン（クルス、スケルトン）
- レヴィローズの指輪（リュオン）
- ロミオとジュリエット（マキューシオ）

2000年代
- テイルズ オブ ファンタジア なりきりダンジョン -太陽の章-（2001年、ジョージ）
- しにがみのバラッド。momo the girl god of death "cinema" the drama disk（幾間大輝）
- おとぎストーリー 天使のしっぽ Drama CD Vol.2、3（2002年、睦悟郎）
- イリヤの空、UFOの夏（浅羽直之）
- ドラマCD テイルズ オブ シンフォニア ロデオライド・ツアー VOL.1、2（2005年、おろち）
- 蜜×蜜ドロップス シリーズ（2005年、桜樹那由太）
- 萌音（2005年、北島勇気）
- Marginal Prince Drama CD 1 ユウタ学院到着篇（2006年、ユウタ）
- 年上ノ彼女（2007年、伊藤努）
- ラブルートゼロ 全4巻（2007年 - 2009年、西岡彗）
- ドラマCD ペルソナ3 Daylight（2007年、ベベ）
- ポーの一族 第3巻（2008年、チャールズ）
- DUEL LOVE 恋する乙女は勝利の女神 オリジナルドラマCD 恋する王子は勝利のヘブン（2008年、二階堂鉄也）
- おうちでごはん -Voice of Mealtime-（2009年、鴨川耕太）
- 長州ファイブ 上・下巻（2009年、伊藤俊輔）

2010年代
- 猫神やおよろず 神饌音盤 巻の三（2010年、ツクヨミ）
- バトスピ大好きスペシャルデッキ&ドラマセット2 ドラマCD「異界見聞録 完結編」（2013年、雷神獣ヌエ）

### BLCD
- アイツの大本命2（野沢弟）
- エグゼクティブ・ボーイ〜禁断の果実〜（篠宮光希）
- 女王様の料理人〜美食の悦楽〜（光野雄人）
- すべてはこの夜に（里村志郎）
- チョコレート・キス（金子晋平）
- 月と砂漠の眠る夜（瀬藤直也）
- 蜜肌美人（轟）
- わがまま大王に気をつけろ（大須賀海）
  - 気まぐれ王子に気をつけろ

### ラジオドラマ
- 青山二丁目劇場
  - 長ぐつをはいたねこ（末っ子・カバラ侯爵）
  - 忠臣ぐらっ〜星野金右衛門の場合（播磨屋・金次郎）
  - 同じ月を見上げた夜に（隆志）
  - 魔法使いの苦しみは彼にしかわからない
  - 平行線は必ず交わる（長谷川亮太）
  - 風が強く吹いている（城次郎）
  - 押印担当課長（三枝透）
  - 三十年後の俺（久遠真治）
- 箱根駅伝応援スペシャル〜5夜連続ラジオドラマ『風が強く吹いている』（文化放送、ジョージ）

### 吹き替え

#### 映画
- アヴァロン 千年の恋（マイルズ）
- 最高のともだち（13歳のトム〈アントン・イェルチン〉）
- スカイランナー（タイラー〈ジョーイ・ポラーリ〉）

#### ドラマ
- ER緊急救命室シーズンⅩⅡ #4（ジェイスン・ディグビー〈ダニエル・クラーク〉）
- ザ・パシフィック（“スティーヴ”・エヴァンソン1等兵）

#### 人形劇
- サンダーバード 劇場版（アラン・トレーシー）※DVD版
- サンダーバード6号（アラン・トレーシー）※DVD版

### ラジオ
※はインターネット配信。
- 天使のしっぽ ホームパーティー（2001年 - 2002年、ラジオ大阪）
- レディオマージナル 置鮎龍太郎の「君へ、おやすみ」（2005年 - 2006年、ラジオ関西）
- レディオマージナル・置鮎龍太郎の「君へ、おやすみ」〜アニメ前夜祭〜（2006年、ラジオ関西）
- Girls-Style Luv Radio（2007年 - 2008年、ポッドキャスト※）
- ラヴラジ!（2008年 - 2009年、ポッドキャスト※）
- RADIO DUEL LOVE（2008年、ランティスウェブラジオ※）
- ラジオ 夏目友人帳 〜秋ノ章〜（2008年、音泉※）
- 狼虎滅却・サクラジヲ 〜こちら甲板通信局〜（2009年 - 2010年、セガ運営のWebラジオ※）
- 狼虎滅却・サクラジヲ 〜こちら甲板通信局〜 改（2010年 - 2011年、セガ運営のWebラジオ※）
- 星空サンライズ（2011年 - 2012年、NACK5）
- アブ恋★ラジオ in 捜査室（2012年、アニメイトTV※）
- まじポン!（2012年 - 2018年、ラジオ関西）
- 文化放送モバイルplus presents バトスピ大好き声優の生放送！（2012年 - 、超!A&G+※）
- 箱（2018年 - 2019年、超!A&G+※・・ニコニコ動画マリン・エンタテインメントチャンネル※）[79]

#### ラジオCD
- おとぎストーリー 天使のしっぽ DJ☆CD Edition.1 - 3（2002年）

#### ラジオ・トーク・朗読CD
- 華ノ幕末 恋スル蝶 第三夜（斎藤一[80]）
- VitaminX × 羊でおやすみシリーズ Vol.1 「トゲーと一緒におやすみ」（斑目瑞希）
- VitaminZ × 羊でおやすみシリーズ Vol.5 「夏合宿でおやすみ」（斑目瑞希）
- まじポン! シリーズ
  - DJCD vol.1
  - MARINE SUPER WAVEくじ 2

### ナレーション
- 冒険王〜大人の遊び旅〜（旅チャンネル）
- 世界まる見え!テレビ特捜部
- 燈の守り人 灯台音声ガイド 沖縄県読谷村 残波岬灯台[81]

### テレビ番組
※はインターネット配信。
- アニメマシテ（2015年 7月14日、7月21日、テレビ東京）MC
- 科学忍者隊ガッチャピン（超総統）
- 世界の果てまでイッテQ!（外国人吹き替え）
- よつば音楽学院（2020年10月28日 - 、ABEMA・アニメチャンネル）MC[82]

### Webドラマ
- ＃声だけ天使（2018年1月 - 3月、AbemaTV） - 水下 役

### テレビドラマ
- 119エマージェンシーコール 第6話（2025年2月24日） - 通報者の声 役[83]

### 舞台・ミュージカル
- サクラ大戦シリーズ 各舞台
- ミュージカル舞台・MASKED RIDER LIVE&SHOW 〜十年祭〜（仮面ライダー龍騎の声、仮面ライダーカブトの声）
- 舞台・仮面ライダーディケイド ファイナルステージ（仮面ライダー555の声、仮面ライダーアギトの声）
- ひと夏のアクエリオン（ガレの声[84]）（2015年7月24日）
- 言奏〜ふたつの愛の物語〜（BELOVED (ユニット)公演、2005年）

### 映像商品
- ときめきレシピ 和食の巻〜阪口大助&菅沼久義〜
- VitaminX シリーズ
  - VitaminX いくぜっ!トキメキ★フルバースト
  - VitaminX いくぜっ!トキメキ★フルバースト evolution
  - VitaminXtoZ いくぜっ!究極（ハイパー）★エクスプロージョン
  - VitaminX いくぜっ!極上（ウルトラ）★アディクション
  - VitaminXandZ 5th ANNIVERSARY EVENT OF VITAMIN SERIES
- MARIA（ELEKITER ROUND 0)　豪華盤同梱DVD収録のPVにDABA(Dの正式表記は反転文字)メンバーとして参加
- 戦国大戦界（エンターブレイン）　同梱DVDにゲームプレイヤーとしても参加
  - 戦国大戦界 大祭
  - 戦国大戦界 大祭 第二陣
- 宝探し〜ミライセンシ エピソード0〜in西武園ゆうえんち
- 人狼バトル〜人狼vs騎士〜[85]
- 人狼バトル〜人狼VS英雄〜
- 人狼バトル liesandthetruth 〜人狼VS王子〜
- 人狼バトル liesandthetruth 〜人狼VS侍〜
- PROJECT DABA シリーズ
  - PROJECT DABA 「ドロケイ」
  - PROJECT DABA×リアル脱出ゲーム 呪われた廃校からの脱出 -成仏させないと、ここから出られない-
  - PROJECT DABA HOUSE LIFE GAME
- MARINE SUPER WAVE シリーズ
  - MARINE SUPER WAVE R 2012
  - MARINE SUPER WAVE R 2013
  - MARINE SUPER WAVE R 2014
  - MARINE SUPER WAVE R 2015
  - MARINE SUPER WAVE R 2017
- ラブルートゼロ コイゴコロ咲く花
- Lucian Bee's Lucian Bee's LIVE DVD ROMANXIA WORLD TOUR 2010 in YOKOHAMA

### その他コンテンツ
- 超アニメ研究ステーション えもらぼ（2007年6月15日 - 2008年8月29日、デジタル・ビート）
- TOMORROW beyond 3.11（JP Solbergの声・BS1 ※副音声のみ）
- オーディオブック スマホを落としただけなのに （2018年、役名不明）
- 配信朗読劇 声劇「燈の守り人 ～明治開国編～」（2021年、東朔之丞）
- ボイスドラマ 燈の守り人～幻想夜話～（2023年、残波岬灯台[81]）

## ディスコグラフィ

### キャラクターソング
| 発売日         | 商品名                                                | 歌 | 楽曲                     | 備考                                                       |
| -------------- | ----------------------------------------------------- | --- | ------------------------ | ---------------------------------------------------------- |
| 2002年4月22日  | 天使といつまでも。                                    | 睦悟郎（菅沼久義） | 「天使といつまでも」     | テレビアニメ『おとぎストーリー 天使のしっぽ』関連曲        |
| 2005年9月1日   | Marginal Prince Songs 2                               | ユウタ（菅原久義） | 「はじめてのラブソング」 | ゲーム『マージナルプリンス〜月桂樹の王子達〜』関連曲       |
| 2006年11月8日  | Strawberry                                            | 深水颯大（菅原久義） | 「Strawberry」           | ゲーム『乙女的恋革命★ラブレボ!!』関連曲                    |
| 2007年2月14日  | Marginal Prince Songs 3                               | ユウタ（菅原久義） | 「Re：夏休みの一枚」     | テレビアニメ『マージナルプリンス〜月桂樹の王子達〜』関連曲 |
| 2011年12月21日 | 太鼓の達人 オリジナルサウンドトラック「ドンダフル！」 | ならはしみき、菅沼久義 | 「音符のうた」           | ゲーム『太鼓の達人』関連曲                                 |
| 2013年3月27日  | 真・三國無双7 キャラクターソング集II 〜呉〜           | 孫権（菅沼久義） | 「Carry On」             | ゲーム『真・三國無双7』関連曲                              |
| 2013年3月27日  | 真・三國無双7 キャラクターソング集III 〜蜀〜          | 姜維（菅沼久義） | 「No way Back」          | ゲーム『真・三國無双7』関連曲                              |
| 2015年11月26日 | ぷよぷよ ヴォーカルトラックス Vol.3                   | すけとうだら（菅沼久義） | 「妖しいダンスシューズ」 | ゲーム『ぷよぷよ』関連曲                                   |
| 2021年11月10日 | STATION IDOL LATCH! STATION IDOL LATCH! 03            | 饗庭紡麦 / 恵比寿駅（高橋英則）、伍代晃 / 五反田駅（三浦祥朗）、羽振寿里 / 田町駅（小山剛志）、大崎新市 / 大崎駅（菅沼久義） | 「Sparkling Night」      | 『STATION IDOL LATCH!』関連曲                              |

- 新しい世界へ（COCO名義）
- エバーグリーン・アベニュー 〜LIFE IS LOVE〜（カタン）
- 十年祭〜仮面ライダーミュージカル（仮面ライダー龍騎/カブト）
- 金色のコルダ2 〜SWEET♪TWINKLE〜（佐々木淳之介）
- KoiGIG〜DEVIL×ANGEL〜（トラ） 
  - ROAD THAT BELIEVE
  - BATTLE LOVE
- サクラ大戦シリーズ（大河新次郎）
  - Review in Little Lip Theater 〜歌う♪大紐育♪〜
  - Review in Little Lip Theater II
  - レビュウ イン リトルリップ・シアター III
  - サクラ大戦・紐育レビュウショウ　歌う♪大紐育♪
  - サクラ大戦・紐育レビュウショウ　歌う♪大紐育♪ 2
  - サクラ大戦・紐育レビュウショウ　歌う♪大紐育♪ 3 ラストショウ
  - サクラ大戦第六期ドラマCDシリーズ ヴォーカル＆サウンドトラック集
  - 巴里花組ライブ2009 〜燃え上がれ自由の翼〜
  - 帝都花組ライブ2010
  - 巴里花組＆紐育星組ライブ2010 〜可憐な花々 煌めく星々〜
  - 紐育星組ライブ2011 〜星を継ぐもの〜
  - 紐育星組ライブ2012 〜誰かを忘れない世界で〜
  - 武道館ライブ 〜帝都・巴里・紐育〜
  - 武道館ライブ2 〜帝都・巴里・紐育〜
- Double Reaction! 月の裏側 〜Double Reaction〜（寺沢海里）
- VitaminX シリーズ（斑目瑞希）
  - VitaminX キャラクターソングCD「RED DISC」
  - VitaminX キャラクターソングCD「SAPPHIRE DISC」
  - VitaminX キャラクターソングCD 「GREATEST HITS」
  - VitaminX Addiction 先行キャラクターソング Vol.6「熱烈LIPS」
  - VitaminX Addiction Act.3 Ending Theme「青春ハッピネス」
  - VitaminX Character Song CD That's エンターテイメント！ B6&T6 SHOW ＃3 〜悟郎と二階堂／瑞希と真田〜
  - VitaminX Character Song CD That's エンターテイメント！ B6 SHOW ＃4 〜VitaminXのテーマ／永田〜
- ラヴラジ! ラヴラジ!CD版 第1稿
- ラブルートゼロ ラストノート（西岡彗）
- LucianBee's EVIL VIOLET OPテーマ「運命のカデンツァ」/EDテーマ「鮮烈なるshade way」（HONEYBUZZARD VI）
- 卒業Mワールド GIZOKU（GIZOKU、G.I.zoku名義/ゴロー・タダノフ）
  - GIZOKU 戯賊生誕!!
  - 危険な匂いのDestiny
  - No Surrender
  - 情熱パンチ!
  - GIZOKU CD-BOOK Evolution

### その他参加作品
| 発売日        | 商品名                                      | 歌                                           | 楽曲 | 備考                                   |
| ------------- | ------------------------------------------- | -------------------------------------------- | --- | -------------------------------------- |
| 2008年1月23日 | 百歌声爛 男性声優編II                       | 菅沼久義                                     | 「魔訶不思議アドベンチャー！」〜 「めざせポケモンマスター」〜 「微笑みの爆弾」〜 「ユカイツーカイ怪物くん」〜 「檄！帝国華撃団」〜 「想い出がいっぱい」〜 「燃えてヒーロー」〜 「ペガサス幻想」〜 「CAT'S EYE」〜 「宇宙刑事ギャバン」 |                                        |
| 2009年8月5日  | 2009 はっぴょう会(2) ふたごのオオカミ大冒険 | くまいもとこ、菅沼久義、ヤング・フレッシュ   | 「ふたごのオオカミ大冒険」 |                                        |
| 2009年8月5日  | 2009 はっぴょう会(2) ふたごのオオカミ大冒険 | 山野さと子、くまいもとこ、下山吉光、菅沼久義 | 「ハイ・ホー！」 |                                        |
| 2021年9月29日 | ABEMA「よつば音楽学院」発カバーアルバム     | 菅沼久義                                     | 「Winter,again」 「恋のマジックポーション」 | バラエティ番組『よつば音楽学院』関連曲 |
| 2021年9月29日 | ABEMA「よつば音楽学院」発カバーアルバム     | Vacances"                                    | 「ありがとう」 | バラエティ番組『よつば音楽学院』関連曲 |

### シリーズ一覧
1. ↑  第1期（2001年）、第2期『天使のしっぽChu!』（2003年）
2. ↑  第1期（2001年）、第2期『2002』（2002年）、第3期『Gレボリューション』（2003年）
3. ↑  テレビシリーズ『〜primo passo〜』（2006年 - 2007年）、スペシャル『〜secondo passo〜』（2009年3月26日・6月5日）
4. ↑  第1期（2008年 - 2009年）、第2期『II』（2010年）、第3期『Book of Circus』（2014年）
5. ↑  第1期（2008年）、第2期『続 夏目友人帳』（2009年）、第3期『参』（2011年）、第4期『肆』（2012年）、第5期『伍』（2016年）、第6期『陸』（2017年）、第7期『漆』（2024年）
6. ↑  第1期（2009年 - 2010年）、第2期『REVERSE』（2010年 - 2011年）
7. ↑  1stシーズン（2014年 - 2016年）、2ndシーズン（2021年）、3rdシーズン（2021年）

### ユニットメンバー
1. ↑  小野大輔、近藤孝行、間島淳司、菅沼久義